# Freya Anderson
Freya Ann Alexandra Anderson MBE (* 4. März 2001 in Birkenhead) ist eine britische Schwimmerin. Sie gewann eine olympische Goldmedaille in der Mixed-Lagenstaffel. Bei Weltmeisterschaften erschwamm sie zwei Bronzemedaillen, bei Europameisterschaften erhielt sie bis 2024 neun Gold-, drei Silber- und vier Bronzemedaillen auf der 50-Meter-Bahn.

## Karriere

### 2016 und 2017: Juniorentitel
Freya Anderson gewann bei den Junioreneuropameisterschaften 2016 die Goldmedaille über 100 Meter Freistil sowie eine Silbermedaille und drei Bronzemedaillen mit verschiedenen Staffeln. Im gleichen Jahr erschwamm sie auch ihren ersten britischen Meistertitel über 100 Meter Freistil.
Im Juli 2017 bei den Weltmeisterschaften in Budapest schwamm Anderson im Vorlauf der 4-mal-100-Meter-Mixed-Lagenstaffel, die dann im Endlauf mit Siobhan-Marie O’Connor auf der Freistillage den fünften Platz belegte. Mit der Frauen-Lagenstaffel wurde Anderson Siebte. Einen Monat nach den Weltmeisterschaften wurde Anderson Juniorenweltmeisterin über 100 Meter Freistil und belegte mit zwei Staffeln den vierten Platz.

### 2018: Medaillen bei den Commonwealth Games und bei den Europameisterschaften
2018 fanden die Commonwealth Games 2018 im australischen Gold Coast statt. Anderson verfehlte als Neunte über 100 Meter Freistil den Finaleinzug. Ihre erste Medaille gewann Anderson mit der englischen 4-mal-100-Meter-Freistilstaffel, die in der Besetzung Siobhan-Marie O’Connor, Freya Anderson, Anna Hopkin und Eleanor Faulkner den dritten Platz hinter den Australierinnen und den Kanadierinnen belegte. Die gleiche Medaillenverteilung gab es bei der 4-mal-200-Meter-Freistilstaffel, Bronze erhielten hier Holly Hibbott, Freya Anderson, Siobhan-Marie O’Connor und Eleanor Faulkner.
Bei den Junioreneuropameisterschaften siegte Anderson über 50 Meter Freistil, 100 Meter Freistil und mit der Frauen-Lagenstaffel. Zweite wurde sie mit der Mixed-Lagenstaffel, über 50 Meter Schmetterling und mit der 4-mal-200-Meter-Freistilstaffel wurde sie Vierte.
Einen Monat später fanden die Europameisterschaften in Glasgow statt. Die 4-mal-100-Meter-Freistilstaffel mit Anna Hopkin, Siobhan-Marie O’Connor, Eleanor Faulkner und Freya Anderson wurde Vierte. Die 4-mal-200-Meter-Freistilstaffel mit Eleanor Faulkner, Kathryn Greenslade, Holly Hibbott und Freya Anderson gewann den Titel mit über eine Sekunde Vorsprung vor den Russinnen. Nach einem vierten Platz über 100 Meter Freistil gewann die 4-mal-100-Meter-Lagenstaffel mit Georgia Davies, Siobhan-Marie O’Connor, Alys Thomas und Freya Anderson die Bronzemedaille hinter den Russinnen und den Däninnen. In den Mixed-Wettbewerben gewann die 4-mal-200-Meter-Freistilstaffel mit Stephen Milne, Craig Mclean, Kathryn Greenslade und Freya Anderson die Bronzemedaille hinter der deutschen und der russischen Staffel. Die Lagenstaffel mit Georgia Davies, Adam Peaty, James Guy und Freya Anderson schwamm in 3:40,18 Minuten neuen Europarekord und gewann den Titel mit zweieinhalb Sekunden Vorsprung vor der russischen Staffel.

### 2019: Bronze bei den Weltmeisterschaften
2019 belegte Anderson bei den Weltmeisterschaften in Gwangju den achten Platz über 100 Meter Freistil. Ebenfalls Achte wurde die 4-mal-100-Meter-Lagenstaffel mit Georgia Davies, Molly Renshaw, Alys Thomas und Freya Anderson. Die Mixed-Lagenstaffel mit Georgia Davies, Adam Peaty, James Guy und Freya Anderson gewann die Bronzemedaille hinter den Staffeln aus Australien und den Vereinigten Staaten. Bei den Kurzbahneuropameisterschaften 2019 in Glasgow siegte Anderson über 100 und 200 Meter Freistil und erhielt die Silbermedaille mit der 4-mal-50-Meter-Mixed-Freistilstaffel.

### 2021: Fünfmal Gold bei den Europameisterschaften und der Olympiasieg
Wegen der COVID-19-Pandemie wurden die Schwimmeuropameisterschaften 2020 erst im Mai 2021 in Budapest ausgetragen. Anderson belegte den fünften Platz über 100 Meter Freistil und gewann die Bronzemedaille über 200 Meter Freistil hinter der Tschechin Barbora Seemanová und der Italienerin Federica Pellegrini. Die 4-mal-100-Meter-Freistilstaffel mit Lucy Hope, Anna Hopkin, Abbie Wood und Freya Anderson gewann den Titel, Evelyn Davis und Emma Russell schwammen im Vorlauf und erhielten ebenfalls Gold. Lucy Hope, Tamryn Van Selm, Holly Hibbott und Freya Anderson siegten in der 4-mal-200-Meter-Freistilstaffel, wobei Emma Russell im Vorlauf für Anderson schwamm. Die britische 4-mal-100-Meter-Lagenstaffel mit Kathleen Dawson, Molly Renshaw, Laura Stephens und Anna Hopkin gewann ebenfalls den Europameistertitel, hier war die Vorlaufstaffel mit Cassie Wild, Sarah Marie Vasey, Harriet Jones und Freya Anderson komplett ausgewechselt worden. In den Mixed-Wettbewerben siegten ebenfalls die britischen Staffeln. Die 4-mal-200-Meter-Freistilstaffel mit Calum Jarvis, Joe Litchfield, Lucy Hope und Abbie Wood schwamm die schnellste Vorlaufzeit, im Finale gewannen Tom Dean, James Guy, Lucy Hope und Freya Anderson. Die 4-mal-100-Meter-Freistilstaffel erreichte das Finale in der Aufstellung Matthew Richards, Jacob Whittle, Evelyn Davis und Lucy Hope, das Siegerteam im Finale bestand aus Duncan Scott, Tom Dean, Anna Hopkin und Freya Anderson.
Zwei Monate nach den Europameisterschaften wurden in Tokio die olympischen Schwimmwettbewerbe ausgetragen. Als Elfte über 100 Meter Freistil und als Zwölfte über 200 Meter Freistil erreichte Anderson kein Einzelfinale. In der 4-mal-100-Meter-Freistilstaffel erreichten Anna Hopkin, Abbie Wood, Lucy Hope und Freya Anderson den fünften Platz und lagen damit knapp hinter den Niederländerinnen. Die Lagenstaffel der Frauen mit Cassie Wild, Sarah Vasey, Harriet Jones und Freya Anderson schwamm die neuntschnellste Vorlaufzeit und verfehlte die Finalteilnahme um 0,42 Sekunden. Die britische 4-mal-100-Meter-Mixed-Lagenstaffel schwamm im Vorlauf in der Besetzung Kathleen Dawson, Adam Peaty, James Guy und Freya Anderson in 3:38,75 Minuten neuen Europarekord. Im Finale unterboten Dawson, Peaty, Guy und Anna Hopkin den Weltrekord in 3:37,58 Minuten und erhielten zusammen mit Freya Anderson die erste olympische Goldmedaille in der Mixed-Lagenstaffel.
Nach ihrem Olympiasieg wurde Freya Anderson in den Order of the British Empire aufgenommen.

### 2022: Medaillen bei den Commonwealth Games und bei den Europameisterschaften
Im Juni fanden in Budapest die Schwimmweltmeisterschaften 2022 statt. Anderson belegte den vierten Platz über 200 Meter Freistil und wurde Fünfte mit der 4-mal-100-Meter-Freistilstaffel zusammen mit Anna Hopkin, Abbie Wood und Lucy Hope. In den Mixed-Wettbewerben wurde die britische Lagenstaffel mit Medi Harris, James Wilby, James Guy und Freya Anderson Vierte. Ebenfalls Vierte wurde die 4-mal-100-Meter-Freistilstaffel mit Tom Dean, Lewis Burras, Anna Hopkin und Freya Anderson.
Von Ende Juli bis Anfang August wurden in Birmingham die Commonwealth Games 2022 ausgetragen. Anderson wurde Fünfte über 100 Meter Freistil und Vierte über 200 Meter Freistil. Die englische 4-mal-100-Meter-Freistilstaffel mit Anna Hopkin, Abbie Wood, Isabella Hindley und Freya Anderson gewann die Silbermedaille hinter den Australierinnen. Bronze erkämpfte die englische 4-mal-200-Meter-Freistilstaffel mit Freya Colbert, Tamryn Van Selm, Abbie Wood und Freya Anderson hinter den Australierinnen und den Kanadierinnen. Die 4-mal-100-Meter-Mixed-Freistilstaffel mit Freya Anderson, Anna Hopkin, Tom Dean und Lewis Burras gewann Silber hinter der australischen Staffel. Bronze erhielt die englische Mixed-Lagenstaffel mit Lauren Cox, James Wilby, James Guy und Freya Anderson.
Mitte August fanden dann in Rom die Europameisterschaften 2022 statt. Anderson gewann die Bronzemedaille über 100 Meter Freistil hinter der Niederländerin Marrit Steenbergen und der Französin Charlotte Bonnet, wobei sie eine Hundertstelsekunde nach Bonnet anschlug. Über 200 Meter Freistil siegte Steenbergen mit 0,16 Sekunden vor Anderson. Die 4-mal-100-Meter-Freistilstaffel siegte mit Lucy Hope, Anna Hopkin, Medi Harris und Freya Anderson. Freya Colbert, Lucy Hope, Medi Harris und Freya Anderson erschwammen die Silbermedaille in der 4-mal-200-Meter-Freistilstaffel hinter den Niederländerinnen. Die Lagenstaffel wurde Fünfte. Die 4-mal-100-Meter-Mixed-Freistilstaffel mit Tom Dean, Matthew Richards, Anna Hopkin und Freya Anderson wurde Zweite hinter der Staffel aus Frankreich. Hingegen hatte die siegreiche 4-mal-200-Meter-Mixed-Freistilstaffel mit Tom Dean, Matthew Richards, Freya Colbert und Freya Anderson im Ziel über eine Sekunde Vorsprung vor den Franzosen.

### 2023 mit Weltmeisterschaftsbronze
Bei den Weltmeisterschaften 2023 erreichte die 4-mal-100-Meter-Freistilstaffel mit Freya Anderson, Abbie Wood, Lucy Hope und Anna Hopkin den vierten Platz mit anderthalb Sekunden Rückstand auf die drittplatzierten Chinesinnen. Über 200 Meter Freistil schlug Anderson als Siebte an. Die 4-mal-200-Meter-Freistilstaffel mit Freya Colbert, Lucy Hope, Abbie Wood und Freya Anderson hatte als Vierte 2,23 Sekunden Rückstand auf die Medaillenränge. Die 4-mal-100-Meter-Mixed-Freistilstaffel mit Jacob Whittle, Tom Dean, Lucy Hope und Freya Anderson schwamm die viertbeste Vorlaufzeit. Im Finale waren Matthew Richards, Duncan Scott, Anna Hopkin und Freya Anderson fast drei Sekunden schneller als die Vorlaufstaffel und erkämpften Bronze hinter den Quartetten aus Australien und den Vereinigten Staaten.
Ende 2023 bei den Kurzbahneuropameisterschaften in Otopeni erschwamm die 4-mal-50-Meter-Freistilstaffel mit Anna Hopkin, Freya Anderson, Lucy Hope und Medi Harris Bronze hinter den Schwedinnen und den Italienerinnen. Den gleichen Einlauf sah das Publikum in der 4-mal-50-Meter-Lagenstaffel mit Kathleen Dawson, Imogen Clark, Keanna Macinnes und Anna Hopkin. Für ihren Einsatz im Vorlauf erhielten auch Kara Aline Hanlon, Laura Stephens und Freya Anderson eine Medaille. Eine weitere Bronzemedaille erschwamm Anderson über 100 Meter Freistil hinter der Französin Béryl Gastaldello und Anna Hopkin. Über 200 Meter Freistil siegte Anderson mit einer halben Sekunde Vorsprung vor der Tschechin Barbora Seemanová. Die 4-mal-50-Meter-Mixed-Freistilstaffel siegte mit Benjamin Proud, Lewis Burras, Anna Hopkin und, Freya Anderson. Alexander Cohoon und Lucy Hope erhielten Gold für ihre Teilnahme im Vorlauf.

### 2024 mit der zweiten Olympiateilnahme
Bei den Olympischen Spielen in Paris erreichte die 4-mal-100-Meter-Freistilstaffel mit Anna Hopkin, Eva Okaro, Lucy Hope und Freya Anderson den siebten Platz. Die 4-mal-200-Meter-Freistilstaffel schwamm mit Freya Colbert, Abbie Wood, Freya Anderson und Lucy Hope auf den fünften Platz. Die britische Lagenstaffel mit Kathleen Dawson, Angharad Evans, Keanna Macinnes und Freya Anderson belegte im Vorlauf den zehnten Platz.